# Zyginama cornigera
Zyginama cornigera är en insektsart som först beskrevs av Beamer 1937.  Zyginama cornigera ingår i släktet Zyginama och familjen dvärgstritar. Inga underarter finns listade i Catalogue of Life.